# Rhyscotus rotundatus
Rhyscotus rotundatus är en kräftdjursart som beskrevs av Helmut Schmalfuss och Franco Ferrara 1978. Rhyscotus rotundatus ingår i släktet Rhyscotus och familjen Rhyscotidae. Inga underarter finns listade i Catalogue of Life.